# Thomas Anzenhofer
Thomas Anzenhofer est un acteur allemand né en 1959 à Ulm. De 1980 à 1984, il est engagé dans l'école d'art de Berlin. Il a notamment joué dans La mort du cheval blanc, dans Adrénaline ou dans Balko.
Il est aussi connu pour jouer le rôle de Dobbs (vf: Thierry Buisson)  dans la série Le Clown.

## Filmographie
- 1985 : The Death of the White Stallion : Veit
- 1996 : And Nobody Weeps for Me : Herr Kosemund
- 1997 : Gesches Gift : Theodor
- 2005 : Le Clown le film : Tobias "Dobbs" Steiger
- 2017 : Durch seine Venen Fliesst Blei : Samson

## Série TV
- 1994 : Die Wache : Joker
- 1996 : Auf Achse : Journalist
- 1998 : Rex, chien flic : Georg Veith
- 1998 : Balko : Rudolf Weiss
- 1998 : Die Neue - Eine Frau mit Kaliber : Leon Rainer
- 1999 : Café Meineid : Markus
- 1998 - 2001 : Le Clown : Tobias "Dobbs" Steiger
- 2001 : Die Kumpel : Jochen von Bernsdorff
- 2003 : En quête de preuves : Walter Oberfeldwebel
- 2003 : Sperling : Ruud
- 2004 : Doppelter Einstaz : Mirko Kettner
- 2004 : Der Bulle von Tolz : Markus Hirschbichler
- 2004 : Police 110 : Fred Kaminski
- 2005 : Soko, brigade des stups : Fuchs
- 2005 : Der Dicke: Kressner
- 2005 : Unsolved : Hans-Dieter Wuttke
- 2006 : Section criminelle : Peter Ihle
- 2006 : Soko Leipzig : Volker Hütter
- 2006 : Stolberg : Holger 'Mische' Mischewski
- 1997 - 2007 : Tatort : Stefan Ortlieb / Hannes Riebenschlag / Alfons Finke /...
- 2003 - 2007 : Siska : Stefan Klaasen / Hermann / Werner Groth / ...
- 2008 : Les exigences du cœur : Clive Bartlets
- 2003 - 2009 : Le renard : Fred Neuhaus / Bruno Grassmann / Dieter Walldorf / ...
- 2002 - 2009 : Un cas pour deux : Commissaire Allberg
- 2006 - 2011 : Die Rosenheim-Cops : Joachim Eberl / Ulli Haberkorn
- 2012 : Danni Lowinski : Rolf Bode
- 2004 - 2012 : Kustenwatche : Dennis Maybach / Hagen Griesbach / Hilge
- 2010 - 2014 : Soko Stuttgart : Justinus Kerner / Dr Thomas Scholz
- 2003 - 2016 : Alerte Cobra : Thorsten Alberts / Harald Köhler / Gregor Stein

- 2018 : Der Saatsanwalt : Johann Bender